# Spilamberto
Spilamberto (emilián nyelven Spilambèrt vagy Spilanbêrt) település Olaszországban, Emilia-Romagna régióban, Modena megyében. Lakosainak száma 12 825 fő (2023. január 1.). Spilamberto Castelnuovo Rangone, Modena, San Cesario sul Panaro, Savignano sul Panaro, Castelvetro di Modena és Vignola községekkel határos.

## Népesség
A település lakossága az elmúlt években az alábbi módon változott:
| Lakosok száma | 12 744 | 12 767 | 12 825 |
|               | 2017   | 2018   | 2023   |